# Choeromorpha subviolacea
Choeromorpha subviolacea là một loài bọ cánh cứng trong họ Cerambycidae.